# Cleta (mythologie)
Cleta was volgens de Spartaanse mythologie een van de drie Charites, de Gratiën. Bij de Grieken heette zij Thalia (ook een van de negen Muzen). De Charites belichaamden de vruchtbaarheid, creativiteit, schoonheid en charme.

## Gerelateerde onderwerpen
- Euphrosyne
- Thalia
- Aglaea
- Gepersonifieerde Concepten in de Griekse mythologie